# Балык, Митрофан Маркиянович
Митрофан Маркиянович Балык (7 февраля 1905 год — 1970 год) — советский учёный, первый директор Челябинского политехнического института (1949—1951).
Родился 7 февраля 1905 года в селе Андреевка (сейчас — Глинский район Сумской области Украины).
С 1924 года комсомолец, с 1932 по 1937 год кандидат в члены ВКП(б), в 1937 году принят в партию.
Окончил рабфак в Краснодаре (1925—1928), два курса механического факультета Киевского политехнического института (1928—1930), МАИ (1932) и его аспирантуру на кафедре «Технология самолетостроения». Несколько лет стажировался на самолетостроительных заводах (в частности, на заводе № 31 в Таганроге).
С 1933 года преподавал в МАИ на кафедре «Технология самолетостроения». Руководитель НПП Самолетного факультета с апреля 1935 года; заместитель декана Самолетного факультета с ноября 1937 года; заместитель заведующего лабораторией технологии самолетостроения с января 1938 года.
В январе 1939 года защитил кандидатскую диссертацию «Теоретические предпосылки к расчету производственных факторов при внедрении новых самолетов в серийном производстве». В том же году присвоено звание доцента.
В соавторстве с Елисеевым С. В. в 1936—1937 годах издал книги «Типовые задания и разработка их по курсу „производство самолетов“» и «Методика проведения заводской практики на самолетостроительных заводах».
С июня 1941 года работал на заводе № 153 старшим технологом, затем старшим инженером. В мае 1942 года откомандирован в распоряжение ГИПРОАВИАПРОМ НКАП: старший инженер-механик, затем ведущий инженер технического отдела.
В декабре 1943 года вернулся в МАИ на должность начальника лаборатории технических средств кафедры «Производство самолетов», также доцент этой кафедры с февраля 1944 года.
В октябре 1948 года назначен директором Челябинского механико-машиностроительного института (ЧММИ). Возглавил реорганизацию этого института в политехнический (ЧПИ). С августа 1949 года и. о. директора ЧПИ (эту работу совмещал с обязанностями заведующего кафедрой технологии машиностроения). С января 1951 года первый директор Челябинского политехнического института.
С ноября 1951 года ведущий инженер, и. о. начальника отдела аспирантуры НИАТ. С февраля 1952 года заместитель декана механического факультета Всесоюзного заочного машиностроительного института, затем и. о. декана автотракторного факультета.
С 1960 по 1965 год секретарь партбюро механического факультета Пищевого института.
С мая 1965 года на пенсии по состоянию здоровья.
Награждён медалью «За трудовую доблесть» (Указом от 17 октября 1945 г.); медалью «За доблестный труд в Великой Отечественной войне 1941—1945 гг.» (Указом от 6.07.1945 г.).